# Anthicoxenus nigroplagiatus
Anthicoxenus nigroplagiatus is een keversoort uit de familie van oliekevers (Meloidae). De wetenschappelijke naam van de soort is voor het eerst geldig gepubliceerd in 1860 door Fairmaire & Germain.